# De keizerkop
De keizerkop is een stripverhaal uit de reeks van Suske en Wiske. Het is geschreven door Peter Van Gucht en getekend door Wout Schoonis. Het kwam uit als 374tste album in de Vierkleurenreeks op 3 april 2024.

## Personages
- Suskiorix Suske, Wiskilde (Wiske), Aedilis Lambix Lambik, soldaat Jeromix Jerom, Sidonilde tante Sidonia, keizer Lapsus, magistraat Tyfus[1] Tuber[2] Nasem, Harundo, pretoriaanse garde, Sjaslix[3] en Gothics[4], troubadours Lapides Volventus[5], canticumcsriptor Soprania[6], journalist Riolix[7], Fedexis, Prutserix, Warboelix, Kapsonus, slaven, Anemone, Soprania, Bertinix

## Locaties
- Het Romeinse Rijk, Rome, Atuatuca Tungrorum (Tongeren), Alpen

## Verhaal

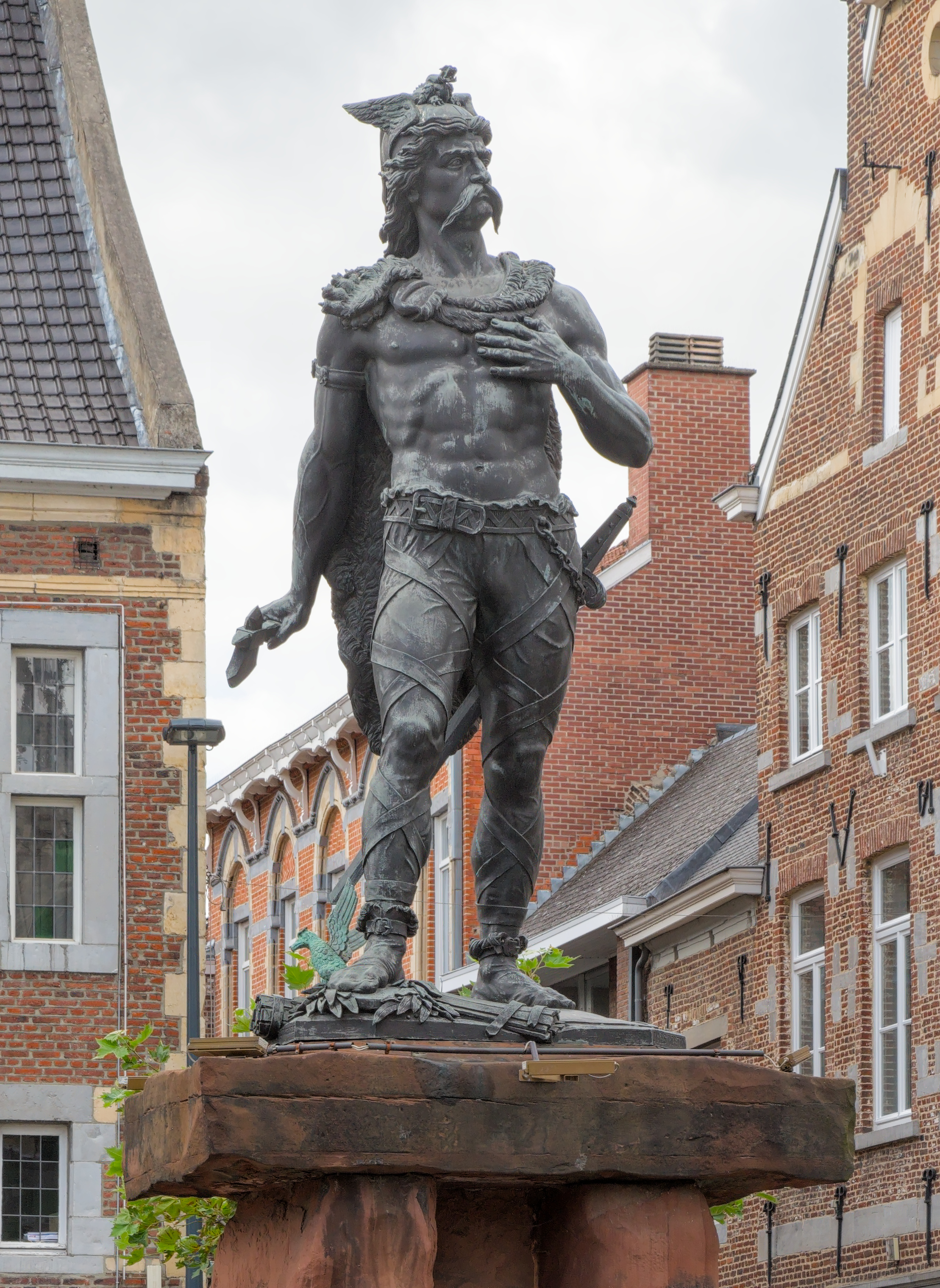
Standbeeld van Ambiorix in Tongeren

Tyfus laat de keizer en zijn paard in een ravijn storten. Als het nieuws bij aedilis Lambix in Atuatuca Tungorum ter ore komt dat keizer Lapsus is overleden en zijn opvolger op bezoek zal komen, wil hij indruk op hem maken. Het hoofd van het keizerbeeld moet vervangen worden en hij wil een band. Lambix wordt omgekocht door Lapides Volventus en dit valt niet goed bij Gothix, die Soprania geschikter vindt en doorheeft dat je steekpenningen nodig hebt om in Atuatuca Tugorum aan de slag te gaan. Lambix raakt wat in paniek als hij hoort dat de aedelis van Gesoriacum is afgezet omdat hij de keizerkop niet had laten vervangen voor het bezoek van de nieuwe keizer. Hij laat de kop op zijn beeld onmiddellijk vervangen.
De volgende dag blijkt het hoofd verdwenen en er is een briefje aanwezig die waarschuwt dat degene die het ophaalt, zal sterven. Lambix stuurt Wiskilde en Suskiorix naar Rome om een nieuwe kop te halen en zij willen Jeromix meenemen. Lambix geeft toestemming, maar Wiskildis besluit te blijven om hem te beschermen. Twee gemaskerde mannen hebben het over de reis naar Rome en één man beloofd de ander zijn dromen waar te maken als hij voorkomt dat de nieuwe keizerkop in Atuatuca Tongorum aankomt. Veel mensen worden ondertussen ondervraagd over de diefstal van de keizerkop. Warboelix moet als slaaf werken aan de Via Belgica.
Lambix hoort van een troubadour dat de aedilis van Nemetacum naar de zoutmijnen is gestuurd, omdat de keizerkop achterstevoren op het beeld stond. Jeromix en Suskiorix komen aan in Rome en ontdekken dat de keizerkoppen in het atelier zijn stukgegooid. Ze binden Kapsonus vast, grijpen de kop uit de showroom en gaan ervandoor, waar er een contubernium achter hen aan wordt gestuurd. Jerom verslaat hen met het keizerhoofd, een van de mannen komt bij Asterix en Obelix terecht. Anemone, wie dit gevecht zag, achtervolgt Jeromix en Suskiorix en spreekt 's nachts met Jeromix. Suskiorix ontdekt de volgende ochtend dat hij alleen is en hij besluit een figuur te maken, zodat het lijkt dat er twee mannen in de wagen zitten.
Anemone neemt Jeromix mee naar de catacomben en stelt hem voor aan haar man. Suskiorix valt met zijn paard in de rivier, want zijn achtervolger heeft een brug onklaar gemaakt. De achtervolger ziet dan dat er een pop naast de jongen zit en dat er dus niets te vrezen is van Jeromix. Er ontstaat een gevecht en Suskiorix ontdekt dat het Soprania is. Zij besluit naar Rome te gaan om daar te proberen een baan te krijgen. De keizerkop valt in een scheur van de gletsjer. Lambix krijgt via een brief te horen dat de aedilis van Bagacum naar het circus in Rome is gestuurd, omdat iemand een valse snor op het keizerbeeld heeft geplakt. Dan komt Suskiorix terug en Lambix hoort van hem dat de keizerkop verloren is en Jeromix een andere opdracht heeft aangenomen.
Lambix wordt woedend en zegt dat Wiskilde onbekwaam is, want ze heeft de dief nog niet gevonden. Ze gaat wandelen in de paleistuin en ziet dan een dode plant, waarna ze de keizerkop in de bloempot vindt. Wiskilde heeft een plan en ze laten Warboelix omroepen dat de hele stad zal worden doorzocht. Die nacht wordt een gemaskerde figuur gespot bij de bloempot. Hij vlucht de tempel in en klimt op het dak, waarna Wiskilde hem ontmaskerd als Sjaslix. Hij blijkt altijd al een hekel te hebben gehad aan Lambix en gooit de keizerkop naar beneden. Lambix vangt de kop, maar struikelt en de kop valt kapot. Dan vertelt Gothics dat hij Bertinix opdracht heeft gegeven om een keizerkop te maken. De kop wordt snel op het beeld geplaatst en de keizer arriveert.
De keizer wil geen muziek horen en het beeld wordt onthuld. Iedereen is verbaasd als het beeld Ambiorix blijkt voor te stellen. Bertinix schreeuwt dat Ambiorix de ware leider is, het standbeeld van Ambiorix zal de stad sieren. Tyfus wil dan het hoofd van Lambix op het standbeeld zetten. Dan komt Jeromix bij de stadspoort en hij blijkt keizer Lapsus op zijn rug te dragen. De pretoriaanse garde grijpt de valse keizer en Lambix toont spijt als hij hoort dat keizer Lapsus wel door heeft dat hij steekpenningen aannam. Ook Soprania heeft spijt en ze komt terug naar Atuatuca Tungorum, de keizer is onder de indruk van haar zangtalent. Gothix mag voortaan besluiten welke artiest gekozen wordt en de Via Belgica wordt geplaveid met keizerkoppen door Tyfus en Sjaslix.